# 第118回天皇賞
第118回天皇賞（だい118かいてんのうしょう）は、1998年11月1日に東京競馬場で開催された競馬競走で、当年の「天皇賞（秋）」である。
優勝馬はオフサイドトラップ。
圧倒的1番人気に支持されたサイレンススズカが競走中に故障を発症し、安楽死処分となった。年齢は全て旧表記にて表記。

## レース施行時の状況

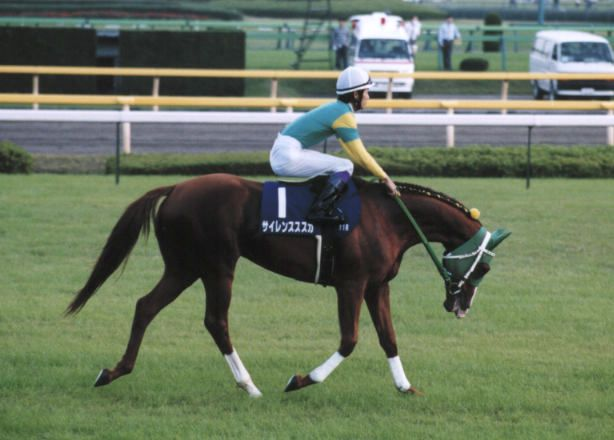
天皇賞（秋）本馬場入場時のサイレンススズカ（1998年11月1日、東京競馬場にて撮影）

2000mで施行されて以来、多くの馬が出走し易い中距離ということもあって数多くの有力馬が出走してきた天皇賞（秋）ではあったが、1990年代半ばから外国産馬の活躍も目立つようになってきたこととは裏腹に、当時の同競走は外国産馬に開放されておらず、実力馬が揃うことが少なくなってきていた。
サイレンススズカは、序盤からハナを奪う（先頭に立つ）と、そのまま天性のスピードに任せてハイペースで飛ばしながら後半さらに、恵まれた瞬発力で突き放すという常識破りのレース振りでこの年に入ってからJRAGI宝塚記念を含む無敗の6連勝中であり、すでに稀代の逃げ馬としての地位を確立していた。中でも前走の第49回毎日王冠（特記記事あり）では、NHKマイルカップを無敗で勝ったエルコンドルパサーと、同じく無敗で朝日杯3歳ステークス（現：朝日杯フューチュリティステークス）を勝ったグラスワンダーの無敗のマル外勢（外国産馬）相手に1000mを57秒7のハイペースで飛ばしながら後半さらに突き放して悠々と勝利、倒した相手・パフォーマンス共に申し分のないものであった。さらに他に勝った競走でも、金鯱賞では平地競走の重賞では珍しい大差勝ちを収め、宝塚記念では名牝エアグルーヴや同年の春の天皇賞優勝馬メジロブライトも退けた。
サイレンススズカ陣営はこの競走後ジャパンカップに出走し、更にはアメリカ遠征を考えていた。
同競走はフルゲート（18頭）に満たない12頭のみの出走となったが、これは多くの陣営がこの競走を回避したためである。また、外国産馬のエルコンドルパサーとグラスワンダーにはこの競走への出走資格はなく、前年のこの競走の優勝馬であるエアグルーヴは、サイレンススズカ・エアグルーヴ両馬の主戦騎手であった武豊の騎乗兼ね合いの問題や、ハードなローテーションになるリスクを避けてエリザベス女王杯一本に出走することにした。結果として、この競走に出走するGI優勝馬はサイレンススズカと春秋連覇を目指すメジロブライト、昨年の有馬記念優勝馬シルクジャスティス、休み明けのダートGI馬グルメフロンティアの4頭だけとなり、他の有力馬としては宝塚記念でサイレンススズカに食い下がったステイゴールドや8歳ながら調子を上げてきたオフサイドトラップがいる程度であった。
当日のサイレンススズカの単勝オッズはその圧倒的なパフォーマンスに加え、逃げ馬には有利な最内枠を引いたこともあり1.2倍（支持率61.9%）の圧倒的1番人気となり、新聞雑誌各紙はアクシデントがない限りサイレンススズカは負けないという評価がほとんどであり、どのくらいのタイムで勝利し、どのくらい後続を千切るのかが見所とする評論家も少なくなかった。離れた2番人気はメジロブライト、3番人気はシルクジャスティスと続いた。
本場馬入場では2番のメジロブライトから入場して行き、最後にサイレンススズカの登場となり大歓声が起こった。

## 出走馬と枠順
| 枠番 | 馬番 | 競走馬名           | 性齢 | 騎手     | オッズ        | 調教師     | 成績    |
| ---- | ---- | ------------------ | ---- | -------- | ------------- | ---------- | ------- |
| 1    | 1    | サイレンススズカ   | 牡5  | 武豊     | 1.2（1人）    | 橋田満     | 15戦9勝 |
| 2    | 2    | メジロブライト     | 牡5  | 河内洋   | 6.2（2人）    | 浅見秀一   | 16戦7勝 |
| 3    | 3    | テイエムオオアラシ | 牡6  | 福永祐一 | 139.9（12人） | 二分久男   | 32戦8勝 |
| 4    | 4    | ローゼンカバリー   | 牡6  | 横山典弘 | 71.4（9人）   | 鈴木康弘   | 25戦6勝 |
| 5    | 5    | ゴーイングスズカ   | 牡6  | 南井克巳 | 78.3（10人）  | 橋田満     | 23戦6勝 |
| 5    | 6    | オフサイドトラップ | 牡8  | 柴田善臣 | 42.4（6人）   | 加藤修甫   | 26戦6勝 |
| 6    | 7    | サイレントハンター | 牡6  | 吉田豊   | 56.1（8人）   | 大久保洋吉 | 31戦8勝 |
| 6    | 8    | サンライズフラッグ | 牡5  | 安田康彦 | 29.2（5人）   | 安田伊佐夫 | 24戦5勝 |
| 7    | 9    | シルクジャスティス | 牡5  | 藤田伸二 | 8.4（3人）    | 大久保正陽 | 20戦5勝 |
| 7    | 10   | ステイゴールド     | 牡5  | 蛯名正義 | 16.7（4人）   | 池江泰郎   | 20戦3勝 |
| 8    | 11   | ランニングゲイル   | 牡5  | 四位洋文 | 82.4（11人）  | 加用正     | 19戦4勝 |
| 8    | 12   | グルメフロンティア | 牡7  | 岡部幸雄 | 46.6（7人）   | 田中清隆   | 35戦9勝 |

## レース展開
絶好のスタートを切り、予想通りハナを奪ったサイレンススズカはグリーンベルト（インコース）に向かって一直線に伸びて行き、最初の1ハロンこそ13秒と比較的ゆったりと行ったものの、2ハロンあたりから加速し、2ハロン、3ハロンをそれぞれ10.9秒、10.7秒というハイラップを刻んでいった。
同馬を追いかける馬はおらず、第2コーナーあたりで早くも同じ逃げ馬のサイレントハンターに8馬身ほどのリードをつけ、3番手にはそこからさらに6･7馬身ほど遅れてオフサイドトラップが続いており、テレビ中継のカメラがアングルを目いっぱい引かなければすべての出走馬が映りきらないほど縦長になるという異様な展開となった。
その後もサイレンススズカは1000m通過タイムが距離が200m短い前走の毎日王冠よりもさらに速い57秒4というかなりのハイペースで飛ばし続け、3コーナーの手前では後続のサイレントハンターに10馬身以上のリードをつけていた上、最後方のゴーイングスズカは映らなかったため、過去のサイレンススズカのパフォーマンスを知っている者の多くは圧勝を予想する者も少なくなく、注目の内容はどの馬が勝つかではなく、どのくらいのタイムで勝つかに変わりつつあった。
しかし第3コーナーに差し掛かったその時、突然サイレンススズカが沈み込むように失速。この時、左前脚手根骨粉砕骨折を発症し、競走を中止した。しかし転倒することはなく、サイレンススズカは必死に外へ馬体を運んで行ったため、後続の馬と接触することはなく、2番手を追走していたサイレントハンターが吉田豊の機転で外へ回避、またメジロブライトも最終コーナーをより大きく外へ膨らんで周るという不利を受ける程度に止まった。
その後サイレントハンターが先頭で直線に入ったところで、今度は3番手だったオフサイドトラップが進出。サイレントハンターを交わすとステイゴールドの猛追を何とかしのぎ切りゴールイン。オフサイドトラップは重賞3連勝となり史上初の旧8歳（現7歳）での天皇賞（秋）優勝となった。鞍上の柴田善臣は1993年以来5年ぶり2度目の天皇賞秋制覇。2番手にはステイゴールドが入り、これでこの年に入ってG1競走3回連続2着という珍事も起こった。
一方の3コーナーで故障を発症したサイレンススズカは診断の結果予後不良の診断が下され、その場で安楽死処分となった。

## レース結果
以下はnetkeibaより。

### 全着順
| 順位 | 馬番 | 競走馬名           | タイム | 着差     | 上がり3ハロン |
| ---- | ---- | ------------------ | ------ | -------- | ------------- |
| 1    | 6    | オフサイドトラップ | 1.59.3 |          | 36.0          |
| 2    | 10   | ステイゴールド     | 1:59.5 | 1 1/4    | 36.0          |
| 3    | 8    | サンライズフラッグ | 2:00.0 | 3        | 36.0          |
| 4    | 7    | サイレントハンター | 2:00.0 | アタマ   | 37.2          |
| 5    | 2    | メジロブライト     | 2:00.1 | 1/2      | 36.8          |
| 6    | 5    | ゴーイングスズカ   | 2:00.3 | 1 1/2    | 35.7          |
| 7    | 11   | ランニングゲイル   | 2:00.4 | 1/2      | 36.6          |
| 8    | 9    | シルクジャスティス | 2:00.4 | クビ     | 36.4          |
| 9    | 3    | テイエムオオアラシ | 2:00.9 | 3        | 37.2          |
| 10   | 4    | ローゼンカバリー   | 2:01.0 | クビ     | 35.0          |
| 11   | 12   | グルメフロンティア | 2:02.3 | 8        | 38.5          |
| 中止 | 1    | サイレンススズカ   |        | 競走中止 |               |

### データ
| 1000m通過タイム     | 57.4秒（サイレンススズカ） |
| 上がり4ハロン       | 49.9秒                     |
| 上がり3ハロン       | 36.5秒                     |
| 優勝馬上がり3ハロン | 36.0秒                     |
| 最速3ハロン         | 35.0秒（ローゼンカバリー） |

### 払戻金
| 単勝式 | 6    | 4240円  |
| 複勝式 | 6    | 580円   |
| 複勝式 | 8    | 450円   |
| 複勝式 | 10   | 300円   |
| 枠連   | 5-7  | 3680円  |
| 馬連   | 6-10 | 12210円 |

## レース後
武はオフサイドトラップの勝ちタイムが1分59秒3について、「サイレンス（スズカ）がそんなに早くバテる訳ない。やっぱり千切っていたね」と無念のコメントを残している。武は、翌年スペシャルウィークでこの競走を制しており、この時「ゴールの瞬間、まるでサイレンススズカが後押しをしてくれたようでした。」と語っている。

## テレビ・ラジオ中継
本レースのテレビ・ラジオ放送の実況担当者
- 日本放送協会（NHK）：福澤浩行（協会本部 放送総局アナウンス室）[3]
  - 解説：高松邦男（調教師）
  - 番組司会：藤井康生
- ラジオたんぱ（現・ラジオNIKKEI）：宇野和男
- フジテレビ（スーパー競馬）：塩原恒夫
  - 解説：吉田均（競馬エイト・トラックマン）、東信二（元JRA騎手）[注 1]
  - 番組司会：斎藤陽子（フリーアナウンサー）
  - パドック実況：青嶋達也
  - パドック解説：大川慶次郎（競馬評論家）
  - 検量室前リポーター：佐野瑞樹
  - ゲート前リポーター：伊藤利尋
  - 勝利ジョッキーインタビュー：吉田伸男
- ラジオ日本：仙田和吉
- 毎日放送（MBS）：美藤啓文
- ニッポン放送：小野浩慈

他社・系列局利用社局
- 関西テレビ（DREAM競馬）
  - 番組司会：宮川一朗太、田村美保
  - ご意見番：杉本清
  - 解説：大坪元雄（競馬評論家）

## レースにまつわるエピソード
- 前述のフジテレビ『スーパー競馬』で、本レースの実況を務めた塩原恒夫は、サイレンススズカの父サンデーサイレンスにかけた、「沈黙の日曜日」というフレーズを用い、事故発生直後の東京競馬場観客席の雰囲気を表現。本レースを形容する言葉として強い印象を残した[4][5]。
- 武豊はオールカマーから秋華賞まで6週連続重賞勝利しており、
- 本レースで4着となったサイレントハンター鞍上の吉田豊は、24年後の天皇賞(秋)にてパンサラッサに騎乗し、サイレンススズカと同じ1000m通過タイム57秒4の大逃げをうち、イクイノックスの2着で入線。SNS等では「あの日(本レース)の夢の続き」と囁かれた。
- 2018年5月7日に放送されたテレビアニメ『ウマ娘プリティーダービー』の第1期7話は、本競走がモデルとなっているが、4コーナーから最後の直線は描かれていない。またメジロブライトは当時実装されておらず、メジロライアンが代わりとなった。